# Ulibos
Ulibos (em grego: Ούλλιβος; romaniz.: Oúllibos) foi um bárbaro do século V, provavelmente de origem gótica, que talvez entrou para serviço imperial durante o reinado do imperador bizantino Leão I, o Trácio (r. 457–474). Quase nada se sabe sobre ele, exceto que tinha tendências rebeldes. Seria morto na Trácia pelo oficial gótico Anagasto, provavelmente em 469 ou 470. Talvez possa ser identificado com o Swlypws citado na obra de Zacarias Retórico como tendo sido assassinado no segundo ano de Leão I.